# История империи Мали
История империи Мали началась в III века до н. э. когда племена мандинка переселились в Мандинго и основали свои города-государства. Большинство города мандинка располагались у побережий рек. Самыми крупными и развитыми поселениями были Ниани, Кангаба, Диа и Дженне-Дженно. В VIII веке н. э. города-государства попали под власть империи Ганы. После её падения в XII веке племена манде основали множество независимых вождеств. В XII веке эти племена покорил правитель империи Соссо — Сумаоро Канте. Позже лидер народов мандинка Сундиата Кейта объединил разрозненные племена и смог разбить войска империи Соссо и основать империю Мали.
Империей Мали на протяжении всей истории правила династия Кейта, за исключением семнадцатого Мансы Сандаки и шестого Мансы Сакуры, который был освобождённым рабом, узурпировавшем власть. В 1300 году Сакура был убит, возвращавшись с хаджа и престол занял Гао Кейта, восстановив династию. Вскоре Мали стала процветающей и богатой страной, в первую очередь благодаря торговле золотом и солью. Своего пика империя Мали достигла при мансах Мусе I и Сулаймане.
Паломничество мансы Мусы в Мекку в 1324 году стало легендарным из-за огромных сумм золота, которые он раздал в качестве подарков и милостыни, до такой степени, что это создало инфляционный кризис в Египте. Манса Муса также расширил империю до ее наибольшей территориальной протяженности, повторно завоевав город Гао на востоке. После смерти Мусы ему наследовал его сын Маган I, которого сверг его дядя Сулайман. По мнению ряда историков правление Сулаймана является пиком могущества Мали. После его смерти в империи Мали началась борьба за власть, а затем и гражданская война.
К середине XV века династия Сонни утвердилась как независимая держава в Гао. Али Сонни основал империю Сонгай и вытеснил малийцев из региона изгиба Нигера обратно на их основные территории на юге и западе. В течение следующих полутора столетий Мали неоднократно сражалось с Сонгаем и растущей мощью военачальников фульбе Тенгуэллой и его сыном Коли Тенгуэллой. Когда Сонгаи были уничтожены марокканским вторжением в 1593 году, Манса Махмуд IV увидел возможность восстановить малийское превосходство в излучине Нигера, но катастрофическое поражение под Дженне в 1599 году не дало ему это сделать. После его смерти его сыновья боролись за трон, и империя раскололась.

## Античность
В первом тысячелетии до нашей эры вдоль среднего течения реки Нигер были основаны первые города и поселки, в том числе Диа, который достиг своего расцвета около 600 г. до н. э., и Дженне-Дженно, основанный около 250 г. до н. э. К VI веку нашей эры прибыльная транссахарская торговля золотом, солью и рабами начала процветать, способствуя подъему великих империй Западной Африки. За несколько веков до образования империи Гана народы манде основывали свои небольшие королевства. Самыми крупными и развитыми поселениями были Ниани, Кангаба, Диа и Дженне-Дженно. Охотники из империи Гана были первыми мандинка в регионе Мандинг и основали братство охотников Малинке. Этот район славился большим количеством дичи, которую он укрывал, а также густой растительностью.

## Доимперский период

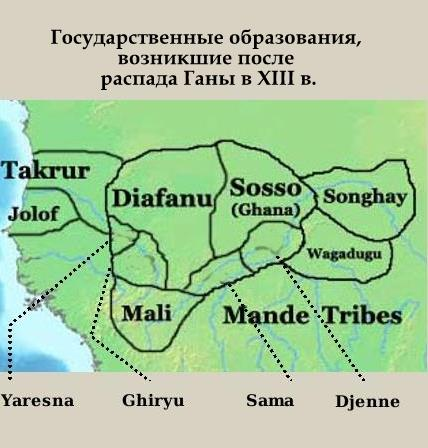
Империя Гана 1200 году

В период расцвета могущества Ганы земля Манден стала одной из ее провинций. Во время владычества Ганы, город-государство народа мандинка Кангаба служило столицей и названием провинции народов манден. По крайней мере с начала XI века фаамы (короли) мандинка из Кангаба правили регионом Манден. Правитель избирался из числа глав основных кланов и в то время имел мало реальной власти.
Контроль Ганы над Манденом закончился в XII веке. Провинция Кангаба, свободная от влияния Сонинке (правящий народ империи Ганы), раскололась на двенадцать королевств со своими собственными фаама. Манден был разделен пополам на территории Додугу на северо-востоке и территории Кри на юго-западе. Лидер конфедерации городов-государств мандинка, манса, избирался из числа вождей кланов, но имел мало реальной власти. Постепенно централизованный контроль рос вместе с ростом торговли и использованием рабского труда для обогащения монархов. В своей работе Аль-Бакри писал, что в XI веке один из фаам Барамендан Кейта принял ислам.
После политического и военного вмешательства Альморавидов в дела Империи Гана в XI веке и её падения в конце XII века, образовался вакуум власти, который поспешили занять князья Сосо, Каниага и Мандинка. Примерно в 1140 году королевство Соссо, бывший вассал Ганы, начало завоевывать земли бывшего сюзерена. К 1180 году оно преобразовалось в империю и даже подчинило Гану, заставив сонинке платить дань. В 1203 году в Соссо к власти пришел Сумаоро Канте, сын великих кузнецов и магов народа соссо и, как сообщается, терроризировал большую часть Мандена, воруя и обращая женщин в рабство, забирая товары как из Додугу, так и из Кри.

## Основание империи

### Сундиата Кейта

Сундиата Кейта

Согласно устной традиции гриотов, династия Кейта претендует на происхождение от Лавало, одного сыновей Билала, верного муэдзина пророка ислама Мухаммеда. Билал Кейта был освобожденным рабом, который принял ислам и стал одним из сахабов Мухаммеда. Билал Кейта имеет честь быть первым муэдзином в исламе. Согласно записям мандинка, придуманным после их обращения в ислам и переданным гриотами, у Билала было семь сыновей, один из которых поселился в Мандене (традиционная территория мандинка). У этого сына, Лавало Кейта, был сын по имени Латал Калаби Кейта, который позже стал отцом Дамула Калаби Кейта. В большинстве королевских династий было принято пытаться связать свое происхождение с некоторыми божественными или религиозными личностями, и это было распространено во всех культурах и религиях. Сыном Дамула Калаби Кейта был Лахилатул Кейта и первый фаама города Ниани. Именно через Лахилатула клан Кейта становится правящей династией, хотя и только на небольшой территории вокруг Ниани.

### Ранняя история
Сундиата из клана Кейта родился в начале XIII-го века во время возвышения Каниаги. Он был сыном фаамы Ниани, Наре Фа, также известного как Маган Кон Фатта (что означает прекрасный принц). Матерью Сундиаты была вторая жена Магана Кон Фатты, Соголон Кеджу. Ребенок от этого брака получил первое имя своей матери (Соголон) и фамилию своего отца (Джата). Объединенные в быстром разговорном языке мандинка, имена образовали Сонджата, Сундиата или Сундиата Кейта. В рассказе Ибн Халдуна Сундиата записан как Мари Джата, где «Мари» означает «Амир» или «Принц». Он также отмечает, что «Джата» или «Джатах» означает «лев».
Принцу Сундиате было предсказано стать великим завоевателем. Но по преданиям в детстве принц Сундиата считался слабым, так как не мог ходить до семи лет. Однако когда он научился ходить и вырос, то стал уважаемым. К тому времени когда его отец умер, он выбрал в качестве наследника сына от его первой жены Сассумы Берете, несмотря на желание фаамы, следуя пророчеству посадить Сундиату на трон. Как только сын Сассумы Данкаран Туман занял трон, он и его мать вынудили более популярного и уважаемого Сундиату отправиться в изгнание вместе с его матерью и двумя сестрами. В то же время, когда Данкаран и его мать пытались утвердиться в качестве правителей, король соссо Сумаоро Канте нацелился на Ниани, заставив Данкарана бежать в Кисидугу. В то время Сундиата уже долгое время находился в изгнании при дворе империи Ганы, а затем при дворе Мемы. В изгнании С. в совершенстве овладел военным искусством и был обучен магии. Вскоре после завоевания Сумаорой Ниани к Сундиате прибыла делегация из его дома и умоляла его сразиться с Соссо и освободить королевства (города-государства) Манден.

### Война с королевством Соссо
Сундиата Кейта принял призыв о помощи и смог собрать и возглавить объединённую армию Мемы, империи Ганы и городо-государств мандинка. Сундиата собрал всю армию и поднял восстание в 1234 году. Сундиата Кейта использовал пехотные ресурсы своих союзников внутри и за пределами Мандена, чтобы превзойти Соссо в нескольких столкновениях. После нескольких побед объединённая армия двинулась в Ниани и на пути в 1235 году у города Кри (Кирина, Крина) встретились с армией Соссо. Устные историки рассказывают об использовании лучниками стрел с ядом, также в битве участвовали лучники Ганы и тяжёлая кавалерия Мемы. В битве объединённая армия под командованием Сундиаты Кейта разгромила силы Сумаоро, и мандинка победным маршем дошли до Кумби-Сале и захватили его, положив конец Империи Сосо. После победы король Сумаоро исчез, а мандинка штурмовали последние из городов Соссо. Маган Сундиата был объявлен «фаама фаамас» (манд. Faama Faamas;«король королей») и получил титул «манса», что переводится как «король». В возрасте 18 лет он получил власть над союзом всех 12 королевств, который стал империей Мали. Он был коронован под тронным именем Сундиата Кейта, став первым императором мандинка. И так имя Кейта стало королевской династией.

## Правление Сундиаты Кейта

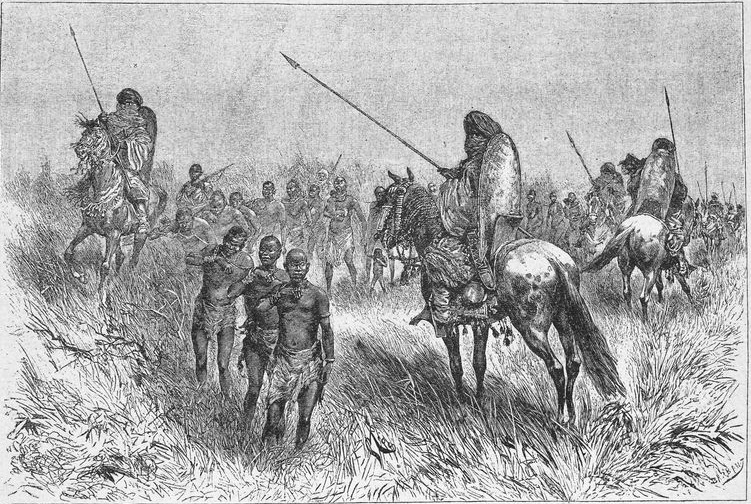
Малийская армия

Для начала Сундиата (Мари Джата) решил добить королевство Соссо. Первым пало поселение Сомаоро, столица Соссо. Мандинка атаковали на рассвете, используя огненных лучников из Ганы, а также лестницы, прикрытые пехотой. Как только городские ворота пали, силы Соссо были вырезаны, а глава города, Нумункеба, порабощен. Город был сожжен дотла. Армия Сундиаты двинулась на Диа или Диаган, который также был взят. Город избежал сожжения, но всех его молодых людей заставили вступить в армию, обрив им головы. Последним городом, который пал от руки Мари Джаты, был Кита. Глава города был убит, но никакой резни или порабощения не последовало, гриоты объясняют это тем, что в этом районе жил клан мандинка Камара.
Правление Сундиаты знаменуется завоеваниями и открытием множества золотодобывающих шахт. После битвы при Кирине Сундиата больше не участвовал в битвах лично, так как он занимался укреплением империи на севере. Однако его полководцы смогли значительно расширить границы новообразованного государства. Одним из ценнейших завоеваний Сундиаты были золотоносные районы Бамбука, положившие крепкую основу под финансовое благосостояние государства. Город Бамбука был завоёван полководцем по имени Факоли Корома. А другой военачальник по имени Фран Камара пошел с армией покорять Гвинею, с чем он успешно справился. Земли Бамбугу, Джало (Фута Джаллон) и Каабу были присоединены к Мали Факоли Коромой, Франом Камарой и Тирамаханом Траоре соответственно. Когда кампании завершились, империя Мали простиралась на 1600 км с востока на запад, причем эти границы были изгибами рек Сенегал и Нигер. После объединения Мали он также завоевал и открыл золотые прииски народа вангара, сделав их южной границей. Северные торговые города Уалата и Аудагост также были завоеваны и стали частью северной границы нового государства. На западе границы империи простирались до реки Гамбия и до границ Текрура, что находится на побережье Атлантики. С такими границами Мали стала превосходить по площади даже империю Гана в ее пике. Новой столицей вместо селения Дьелиба на берегу Нигера он избрал город Ниани на берегах Санкарани.

### Завоевания Тирамахана Траоре
Тирамахан Траоре был военачальником Сундиаты Кейта, который поддержал его в войне с Соссо. В середине XIII века он получил от Сундиаты приказ завоевать западные королевства Джолоф, Байнуков и Каабу, отомстив им за то, что они перерезали малийский торговый караван и нанесли оскорбление империи. Армия Тирамахана состояла из 75 000 человек и через год она дошла до границ западных королевств. Вместе с Траоре Сундиата также отправил своего сына Ули в знак доверия и чтобы тот учился у Траоре. Траоре завоевал все три королевства, а также убил всех трёх правителей. Императора Джолофа он убил в битве у реки Гамбия. Также он основал на территории тех государств множество мандинкских поселений. Империя Джолоф стала одной из провинций Мали, а остальные были поделены на несколько частей.
В конечном итоге Тирамахан умер в Мампатиме (столица покорённого им народа байнук) и был похоронен в Бассе. Над могилой Тирамахана Траоре росло дерево, которое сохранилось до XIX века.

## Пик могущества
Различные истории гриотов противоречат друг другу, а также Ибн Халдуну, относительно передачи власти после смерти Сундиаты. Но после его смерти была борьба за власть между членами Гбары (совещательный орган; манд. Gbara), гильдией охотников и джомба или же придворными рабами (манд. jomba). Некоторые устные традиции согласны с Ибн Халдуном, указывая, что сын Сундиаты, названный Йерелинконом (манд. Yérélinkon) в устной традиции и Вали по-арабски, принял власть как преемник Сундиаты. Вали совершил хадж во время правления мамлюкского султана Бейбарса. Согласно Ибн Халдуну, Манса Уали I (также известный как Али, Ули или Вали) одним из величайших правителей Мали. Во время его правления империя Мали завоевала Бунду около реки Сенегал. Империя также завоевала город Гао, центр растущего государства Сонгай, и включила Тимбукту и Дженне в свою империю.
Вали наследовал его брат Вати (Уати), о правлении которого мало, что известно, кроме того, что он после смерти Ули воевал за престол со своим приёмным братом Халифой, который также претендовал на трон. Оба принца были сыновьями бывших генералов и имели под своим командованием значительные силы. В этой войне Халифа потерпел поражение и отправился в изгнание, в то время как престол занял Уати. Также известно то, что Уати был одним из худших правителей и при нём Мали лежала в руинах.
После него Халифа вернулся в страну и вновь боролся за власть и победил. Он был сыном генерала и которого усыновил Сундиата Кейта. Халифа смог стабилизировать внутреннюю обстановку в государстве, но при этом он был деспотичным правителем, который просто так убивал подданных. При нём из малийского плена сбежали Али Колон и Суджельман Нари, заложники из династии Гао, которых покорил манса Ули. Посланная за ними погоня была разбита, а после достижения города было объявлено об установлении новой династии, а также об отделении королевства Гао от империи Мали. Всё это привело к тому, что члены Гбары захотели отречения от престола Халифой и подняли восстание, в котором победили и убили Халифу. Историк Гомес утверждал, что краткое правление Халифы было частью продолжающейся борьбы за власть между великим советом (Гбарой) и охотничьими гильдиями (Донсон тон). В этой интерпретации любовь Халифы к стрельбе из лука отсылает к его связям с охотничьими гильдиями, а его свержение указывает на то, что великий совет смог вернуть себе власть и посадить на трон своего предпочтительного кандидата, внука Сундиаты Абу Бакра.
Его заменил Абу Бакр I, сын дочери Сундиаты Кейта. Абу Бакр был единственным мансой, унаследовавшим престол по женской линии, что, как утверждается историком Майклом Гомесом, было либо разрывом с традицией, либо возвращением к ней. Манса Абу Бакр смог удержать территории империи Мали, но либо не пытался, либо не смог вернуть Гао в обратно.
Затем власть узурпировал манса Сакура — освобождённый раб, ставший военачальником Абу Бакра. Сакура смог стабилизировать политическую ситуацию в Мали. Под его руководством Мали завоевала новые территории, а также увеличились объёмы торговли с Северной Африкой. Сакура завоевал древнее государство Текрур, охватывало части современного Сенегала и Мавритании. Затем Манса Сакура повел армию на север и захватил Такедду, подчинив под господство Мали и приведя в армию кочевые народы пустыни. Сакура также вернул Мали сонгайский город Гао и подавлял местные восстания сонгаев. Сакура смог не только вернуть былые территории империи Мали, но и увеличить их. Также в отличие от остальных манс Сакура лично участвовал в военных походах и битвах. В 1300 году он совершил хадж во время правления султана мамлюков ан-Насира Мухаммада и был убит в Таджуре на обратном пути в Мали.
После смерти Сакуры власть вернулась к династии Кейта. Следующем мансой стал Ку Кейта (тронное имя Гао), сын Вали (Уали). По некоторым версиям Сакуру устранил именно Ку. Гао наследовал его сын Мухаммад. Он совершил два плавания для исследования атлантического океана. Первое плавание обернулось неудачей и второй раз вместе с исследователями поплыл сам манса. Перед отплытием он назначил принца Мусу ответственным за империю на время своего отсутствия. Но так как Мухаммад не вернулся Муса был провозглашён мансой.

### Манса Муса

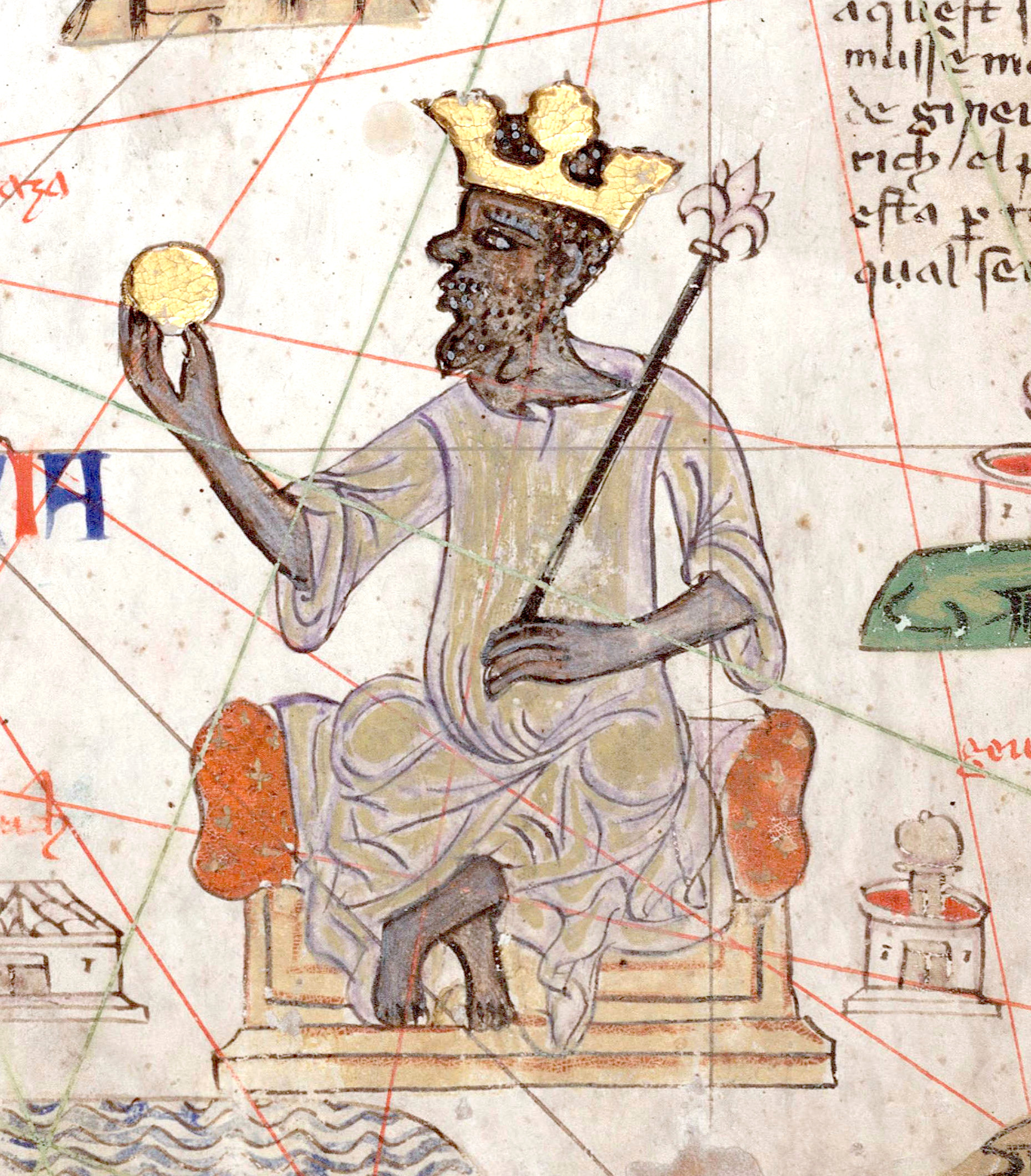
Муса изображен держащим золотую монету. Каталонский атлас 1375 год.

Муса пришёл к власти в 1312 году, после того как его дядя Мухаммад долгое время не возвращался с исследовательской миссии. Его правление считается началом золотого века империи Мали. Муса был молодым человеком, когда он стал Мансой, возможно, ему было около двадцати лет. Муса был первым мансой Мали, который был действительно верующем и набожным мусульманином. Он пытался сделать Ислам основной верой политической элиты, но при этом он не навязывал её обычному населению. Он также сделал Ураза-байрам национальным праздником. Он мог читать и писать по-арабски и интересовался ученым городом Томбукту, который он мирно аннексировал в 1324 году. С помощью одной из королевских дам своего двора Муса превратил Санкоре из неформального медресе в исламский университет Джингеребер. После этого исламские исследования в Мали процветали. В городе до сих пор хранятся античные греческие манускрипты.
Во время раннего правления Мусы армия Мали часто устраивала набеги на соседние племена и государства с целью захвата пленных для пополнения армии и придворных мансы. После этого окружение Мусы состояло из многих тысяч слуг и прочих придворных. Каждый год для этого Мали захватывало около 6000 рабов. Из-за этого правление Мусы сопровождалось многочисленными мелкими войнами и стычками с соседними немусульманскими странами. В 1324 году, находясь в Каире, Муса сказал, что он завоевал 24 города и окружающие их районы. Также во время своего правления манса Муса возвёл здесь свой дворец (от которого не осталось и следа), а также соборную мечеть. При Мусе имперский город Томбукту стал одним из основных центров транссахарской торговли, в котором сбывались соль и золото.
Самым известным случаем при правлении Мусы считается его паломничество в Мекку, которое началось в 1324 году и завершилось его возвращением в 1326 году, преодолев 4345 км. Он взял с собой очень большую группу людей. В его процессии участвовало 60 000 человек, все одетые в парчу и персидский шелк, в том числе 12 000 рабов, каждый из которых нес 1,8 кг золотых слитков, а глашатаи, одетые в шелка и несущие золотые посохи, управляли лошадьми и разгружали сумки. Манса держал личную охрану из примерно 500 человек, и он раздал так много милостыни и купил так много вещей, что стоимость золота в Египте и Аравии обесценилась на двенадцать лет. Когда он проезжал через Каир, историк аль-Макризи отметил, что члены его свиты начали покупать тюркских и эфиопских рабынь, певиц и одежду, так что курс золотого динара упал на шесть дирхамов.
Ибн Халдун говорил, что в хадже Мусы участвовали тысячи людей прислуги и на каждой остановке он угощал каждого из своей свиты редкими блюдами и кондитерскими изделиями, его снаряжение и убранство несли 12 000 чёрных рабынь, одетых в платья и парчу и йеменский шелк. Манса Муса приехал из своей страны с 80 грузами золота, каждый из которых весил по три кинтара.

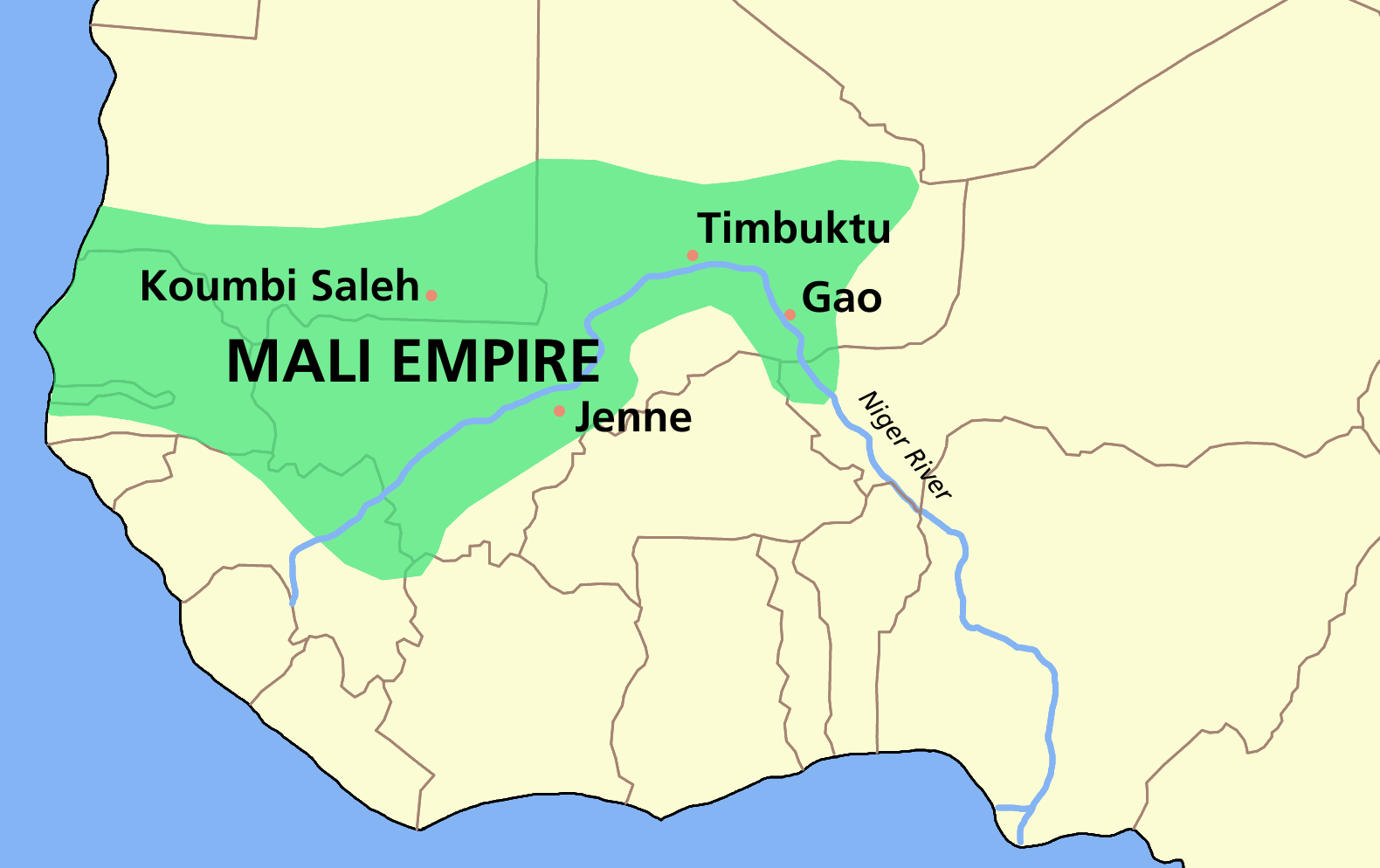
Империя Мали в период правления Мусы I.

На обратном пути Муса взял кредиты у египетских ростовщиков. Неизвестно с какой целью он это сделал: либо у него закончились деньги, либо он таким способом решил исправить начавшееся обесценивание золота, вызванное его тратами. Паломничество Мусы и его траты заинтересовали христианских и исламских учёных, и благодаря этому империю Мали начали изображать на картах. После паломничества Муса занялся застройкой империи и пригласил андалузского архитектора, который построил королевский дворец в Тимбукту. К концу правления Мусы империя Мали контролировала все золотые рудники Западной Африки и была в своих максимальных границах. В 1337 году началось очередное восстание в Гао. Его подавил военачальник Мусы Сагмандир, который также покорил полностью всю Гану. Муса I лично прибыл в Гао и принял капитуляцию правителя Ганы.

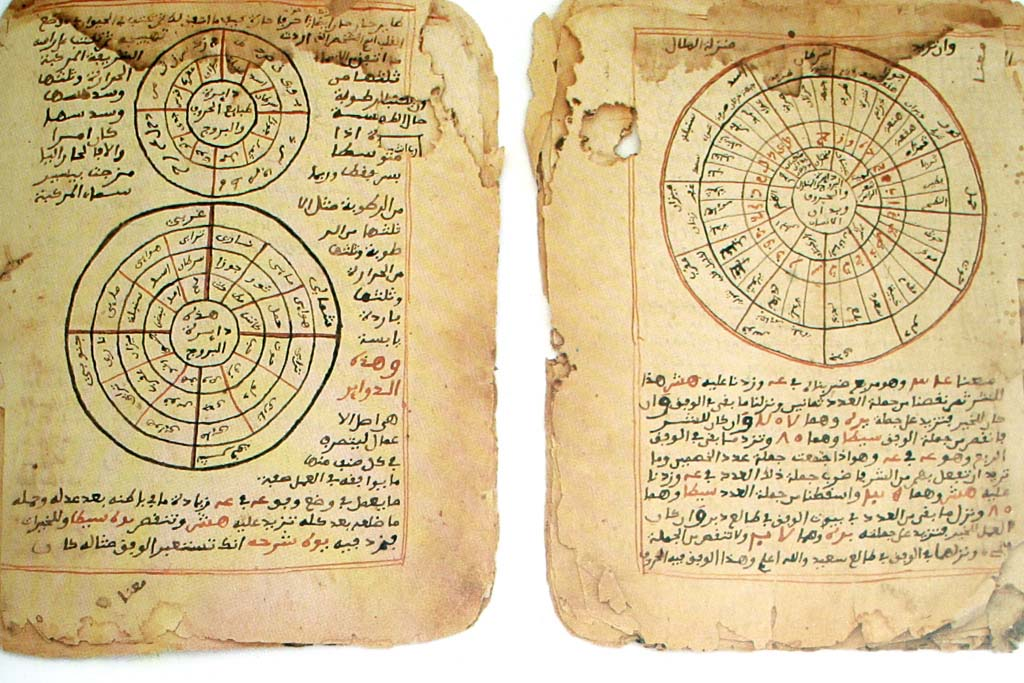
Манускрипты из Санкоре.

К концу правления Мансы Мусы университет Санкоре был преобразован в полностью укомплектованный исламский университет с крупнейшими коллекциями книг в Африке со времен Александрийской библиотеки. Университет Санкоре мог обучать 25 000 студентов и имел одну из крупнейших библиотек в мире с примерно 1 000 000 рукописей.
После смерти мансы Мусы ему наследовал его сын Маган I, который управлял империей во время того, как его отец совершал свой знаменитый хадж. Магану в руки попала империя на пике её могущества и он стал известен в Европе из-за её богатств. Однако за четыре года своего правления Маган лишь тратил деньги из казны, но всё равно к концу его правления империя оставалась одной из самых богатых. В 1341 году в результате политических интриг и восстания поднятым дядей Магана Сулайманом, власть досталась последнему.

### Манса Сулайман
Сулайман был внуком Абу Бакра, брата Сундиаты Кейта. А Муса I был его братом. Во время правления Сулаймана были установлены дружеские отношения с Султанатом Маринидов. Также для того, чтобы уменьшить траты с казны Сулайман пришёл к радикальным мерам и получил репутацию скупца. Правление Сулаймана характеризовалось сохранением прежнего богатства и поддержание стабильности как внутри страны, так и на её внешних рубежах. Внутри империи Сулайман упрочил власть центрального правительства, продолжив политику поощрения торговли и развития ремесел, которые приносили большие доходы в казну. Экономика империи Мали при правлении Мансы Сулаймана была на своём пике, в первую очередь благодаря торговле золотом и солью. Мали контролировала одни из крупнейших месторождений золота в мире, что делало её важным торговым партнёром для североафриканских государств. Манса Сулайман активно поддерживал развитие её добычи. Он обеспечил безопасность торговых путей, что позволило увеличить поток товаров через территорию империи. Многочисленные караваны проходили через Сахару, связывая Мали с городами Магриба и Средиземноморья. Торговля солью, которую добывали на севере, также приносила значительные доходы казне. Империя Мали при Сулаймане поддерживала тесные торговые отношения с Магрибом, в частности с Маринидами и Хафсидами. Кроме золота и соли, через территорию Мали проходили товары, такие как слоновая кость, рабовладельческие караваны и различные ремесленные изделия.
Сулайман продолжал вести дипломатические переговоры с султанатом Маринидов и готовил еще одну делегацию с подарками для султана, когда тот умер. Ему наследовал его сын Каса, который правил всего девять месяцев. Вскоре после смерти Сулаймана началась гражданская война, и внучатый племянник Сулаймана Джата, сын Магана I, тот же Джатиль, который замышлял свергнуть Сулаймана в 1352—1353 годах — захватил власть.

## Комментарии
1. ↑  Бейбарс правил в 1260—1277 годах.
2. ↑  Известен также как Абубакари
3. ↑  Правил в 1298—1308 годах.